# Fausto Montero
Fausto Montero, né le 22 octobre 1988 à Paraná en Argentine, est un footballeur argentin. Il évolue au poste de milieu droit avec le Sarmiento de Junín.

## Biographie
Fausto Montero joue deux matchs en Copa Libertadores avec l'Arsenal de Sarandi.